# Syzygium kanarense
Syzygium kanarense är en myrtenväxtart som först beskrevs av Talbot, och fick sitt nu gällande namn av Mukat Behari Raizada. Syzygium kanarense ingår i släktet Syzygium och familjen myrtenväxter. Inga underarter finns listade i Catalogue of Life.